# 鳳凰幽靈
鳳凰幽靈（英語：Phoenix Ghost）是美國Aevex航天公司與美國空軍合作製造的無人航空載具，由Big Safari負責監督，性能與彈簧刀無人機類似。

## 製造
美國國防部表示鳳凰幽靈在俄羅斯入侵烏克蘭以前由美國國防裝備公司Aevex Aerospace與美國空軍進行合作，Big Safari負責監督的一項計畫，戰爭開始後美國聯邦政府因應烏克蘭的要求進行改進後將121架無人機轉交給烏克蘭。